# Печка патриаршия (манастир)
Манастирът на Печката патриаршия е група църкви обединени в ансамбъл край Печка Бистрица, в близост до град Печ в Косово, на входа на дефилето-каньон Ругова.

## История
През 13 век, центъра на сръбската автокефална архиепископия основана от Растко Неманич, е преместен от манастира Жича, в Метохия - Печ. Сред възможните причини за това преместване на юг, историците изтъкват татарското нашествие през 40-те години на 13 век (засегнало освен Кралство Унгария по времето на Бела IV, но и съседните сръбски земи и Втората българска държава); неприязненото унгарско католическо отношение към византийско-българското православно влияние в сръбските земи; българо-сръбския конфликт по времето на Михаил II Асен и Стефан Урош I; стълкновенията на Стефан Милутин с Дърман и Куделин и видинския владетел Шишман. Сред историците няма единно мнение за причините за преместването на архиепископската катедрала от Жича в Печ, но очевидно те са комплексни.
След преместването на сръбската автокефална архиепископия в Метохия, Печ се превръща в център първоначално на сръбската архиепископия, а впоследствие по силата на свикания на Великден 1346 г. в Скопие от крал Стефан Душан, църковно-народен събор - и в патриаршия, станала известна в историята като Печка патриаршия.
Днес сградата, средище на някогашната Печка патриаршия е на територията на Косово, като е поставена под защитата и егидата на ЮНЕСКО.